# Михалково (Кимрский район)
Михалково — деревня в Кимрском районе Тверской области. Входит в состав Ильинского сельского поселения.

## География
Находится в юго-восточной части Тверской области на расстоянии приблизительно 26 км на запад-северо-запад по прямой от районного центра города Кимры в левобережной части района.

## История
Известна была с 1628 года как пустошь Михальцево. В 1780-х годах уже деревня с 13 дворами, бывшее церковное владение. В 1859 году здесь (деревня Корчевского уезда Тверской губернии) было учтено 24 двора, в 1887 — 40.

## Население
Численность населения: 63 человека (1780-е годы), 194 (1859 год), 173(1887), 16 (русские 100 %) в 2002 году, 11 в 2010.